# Polesie Wojszyńskie
Polesie Wojszyńskie – przysiółek wsi Trzcianki w województwie lubelskim, w powiecie puławskim, w gminie Janowiec.
Przysiółek stanowi grupę zabudowań w połaci leśnej o tej samej nazwie położony na południowy zachód od Trzcianek.
W latach 1975–1998 miejscowość należała administracyjnie do ówczesnego województwa lubelskiego.
Wierni Kościoła rzymskokatolickiego należą do parafii św. Stanisława Biskupa i św. Małgorzaty w Janowcu.